# Bang Si-hyuk
Bang Si-hyuk (em coreano: 방시혁; nascido em 9 de agosto de 1972) é um letrista sul-coreano, compositor, produtor e executivo de registro. Ele é popularmente conhecido pelo apelido "HITMAN BANG PD", que serviu como base para a escolha do nome de sua própria empresa, a Big Hit Entertainment. Em seu início de carreira, ele era conhecido por fazer parceria com Park Jin-young, fundador da JYP Entertainment, como uma dupla de compositores; com Park escrevendo as letras e Bang compondo e organizando a música. Atualmente ele é o Chairman da HYBE (antiga Big Hit Entertainment), agência responsável por criar e gerenciar diversos grupos de sucesso, como: BTS, TXT, Seventeen, Enhypen, Le Sserafim, NewJeans e &Team.

## Início da vida
A paixão de Bang pela música começou cedo quando ele cresceu em um lar musical. No entanto, ele foi desencorajado a seguir uma carreira na música por seus pais. Ele se formou na Universidade Nacional de Seul. 

## Carreira
Bang conheceu Park Jin-young em meados da década de 1990, e a dupla frequentemente se unia como dupla de compositores. Quando Park fundou sua empresa JYP Entertainment, Bang se juntou a ele como compositor, arranjador e produtor.  Um de seus primeiros sucessos foi o grupo de primeira geração G.o.d. Eles foram os grandes responsáveis pela produção do primeiro álbum do g.o.d, "Chapter 1", com Park atuando como produtor e compositor principal, enquanto Bang arranjava instrumentação e música.  Algumas das músicas mais famosas do g.o.d cuja trilha sonora foi arranjada por Bang incluem "One Candle" e "Road". Seu nome artístico "Hitman" originou-se deste período em que g.o.d teve sucesso como uma das boy bands mais vendidas e populares do país no início dos anos 2000, ganhando a si mesmo e Park a reputação de "hit makers". Além de g.o.d, Bang também produziu ou compôs artistas como os veteranos Im Chang-jung e Park Ji-yoon, o cantor-ator Rain, os grupos Wonder Girls, 2AM e Teen Top, cantora de R&B Baek Ji-young e muitos outros. 
Em 2005, Bang deixou a JYP Entertainment e fundou sua própria empresa a Big Hit Entertaiment,  que é a casa dos boygroups BTS e TXT . Ele continua a escrever, compor e produzir e, mais recentemente, co-escreveu seis músicas no aclamado álbum do BTS chamado "Wings", lançado em outubro de 2016. O sucesso de Wings lhe rendeu o "Best Producer Award" no Mnet Asian Music Awards e o "Songwriter Award" no Melon Music Awards naquele ano. Em junho de 2018, ele foi nomeado um dos "International Music Leaders " pela revista Variety devido às conquistas de BTS. 

## Discografia de Produção
Esta lista de músicas ou de música itens relacionados é incompleta; você pode ajudar expandindo-a.
| Ano  | Artista      | Álbum                                            | Notas                             |
| ---- | ------------ | ------------------------------------------------ | --------------------------------- |
| 2007 | Wonder Girls | The Wonder Years                                 |                                   |
| 2009 | Taegoon      | 1st Mini Album                                   |                                   |
| 2010 | 2AM          | Saint o'Clock                                    |                                   |
| 2011 | Homme        | Homme by Hitman Bang                             |                                   |
| 2011 | Lee Seung-gi | Tonight (李昇基專輯)                             |                                   |
| 2011 | Teen Top     | Roman                                            | Com o compositor Park Chang Hyeon |
| 2013 | BTS          | 2 Cool 4 Skool                                   | Co-produzido com Pdogg            |
| 2013 | BTS          | O!RUL8,2?                                        | Co-produzido com Pdogg            |
| 2014 | BTS          | Skool Luv Affair                                 |                                   |
| 2014 | BTS          | Skool Luv Affair Special Addition                |                                   |
| 2014 | BTS          | 1st Japan Single Album: No More Dream            |                                   |
| 2014 | BTS          | 2nd Japan Single Album: Boy In Luv               |                                   |
| 2014 | BTS          | Dark & Wild                                      |                                   |
| 2014 | BTS          | 3rd Japan Single Album: Danger                   |                                   |
| 2014 | BTS          | 1st Japanese Album: Wake Up                      |                                   |
| 2015 | BTS          | The Most Beautiful Moment in Life, Part 1        |                                   |
| 2015 | BTS          | 4th Japan Single Album: For You                  |                                   |
| 2015 | BTS          | The Most Beautiful Moment in Life, Part 2        |                                   |
| 2015 | BTS          | 5th Japan Single Album: I NEED U                 |                                   |
| 2015 | BTS          | 6th Japan Single Album: RUN                      |                                   |
| 2016 | BTS          | The Most Beautiful Moment in Life: Young Forever |                                   |
| 2016 | BTS          | 2nd Japanese Album: Youth                        |                                   |
| 2016 | BTS          | WINGS                                            |                                   |
| 2017 | BTS          | WINGS: You Never Walk Alone                      |                                   |
| 2017 | BTS          | Love Yourself 承 Her                             |                                   |
| 2018 | BTS          | Love Yourself 轉 Tear                            |                                   |
| 2018 | BTS          | Love Yourself 結 Answer                          |                                   |
| 2019 |              | Map of the soul: Persona                         |                                   |
| 2020 |              | Map of the soul: 7                               |                                   |

## Prêmios
| Ano  | Prêmio                  | Categoria                                | Trabalho(s) | Resultado |
| ---- | ----------------------- | ---------------------------------------- | ----------- | --------- |
| 2009 | Melon Music Awards      | Songwriter Award                         | —           | Venceu    |
| 2010 | Mnet 20's Choice Awards | 20's Most Influential Stars Award        | —           | Venceu    |
| 2016 | Asia Artist Awards      | Best Producer Award                      | —           | Venceu    |
| 2016 | Melon Music Awards      | Songwriter Award                         | —           | Venceu    |
| 2016 | Mnet Asian Music Awards | Special Awards – Best Executive Producer | —           | Venceu    |
| 2017 | Golden Disc Awards      | Best Producer Award                      | —           | Venceu    |
| 2017 | Gaon Chart Music Awards | Producer of the Year                     | —           | Venceu    |
| 2017 | Korea Content Awards    | Presidential Commendation Award          | —           | Venceu    |
| 2018 | Seoul Music Awards      | Producer Award                           | —           | Venceu    |